# HAT-P-32b
HAT-P-32b是一個環繞可能是黃矮星或黃-白矮星HAT-P-32的太陽系外行星，距離地球約1044光年。HAT-P-32b最早被匈牙利自动望远镜网络计划於2004年認為可能是行星，但是量測徑向速度的困難讓天文學家直到三年後才開始進行確認工作。程式Blendanal幫助天文學家排除了HAT-P-32b其他的可能身份，使天文學家確認它最可能是行星。HAT-P-32b和HAT-P-33b的發現相關論文於2011年6月6日提交。
該行星半徑大約是木星的2倍，即逾140,000公里。HAT-P-32b在被發現開始就是已知體積最大的系外行星。該行星和WASP-17b、HAT-P-33b這兩顆行星皆为目前已知最大體積的行星。

## 發現
早在2004年就已經有人經由對觀測行星凌日方式尋找系外行星的匈牙利自动望远镜网络计划的六座望遠鏡資料分析後，認為HAT-P-32旁有行星存在。但是要將該候選者確認是行星卻相當困難，因為觀測時有極大的抖動（量測HAT-P-32的徑向速度變化時會有隨機性的振動）存在。防止極大抖動的最普遍方式就是用等分線分析來確認恆星的徑向速度有足夠的確定性以確認行星的存在。
HAT-P-32的光譜是使用位在亞利桑那州弗雷德·勞倫斯·惠普爾天文台（Fred Lawrence Whipple Observatory, FLWO）的數位速度表進行資料收集。資料分析發現HAT-P-32是穩定自轉的單一矮恒星。表面重力和有效溫度等參數也經由觀測資料推算出來。
在2007年8月到2010年12月之間有28個光譜資料是以凱克天文台的高解析度階梯光柵光譜儀（High Resolution Echelle Spectrometer, HIRES）收集的。其中25次資料用以推算HAT-P-32的徑向速度。為了消除抖動，收集了比一般確認行星候選者使用更多的資料。當時的結論是行星的活動（並非未發現的行星）是造成抖動的原因。
因為天文學家的結論是無法單獨使用徑向速度法發現新行星，便使用弗雷德·勞倫斯·惠普爾天文台配備KeplerCam CCD的口徑1.2公尺的望遠鏡對HAT-P-32進行測光。收集的資料協助天文學家建立HAT-P-32的光變曲線。並發現有行星通過恆星盤面時光度少量下降的證據。
天文學家使用程式Blendanal以消除誤報的可能性。而克卜勒太空望遠鏡也使用類似的Blender技術發現了一些行星。因此發現了HAT-P-32可能存在行星的跡象並非由分層的三合星系統或一個亮星與背景聯星混合的光度變化。雖然無法排除HAT-P-32的光變曲線是因為一個聯星系統中較暗的伴星引起，基於等分線分析仍認為有行星的存在。
HAT-P-32b是同時發現的行星中半徑最大的。就像因為類似狀況的巨大行星HAT-P-33b和WASP-17b，使行星如此巨大的機制目前仍不明。因為恆星本身的高度陡動，收集更多行星存在的資料就是使用史匹哲太空望遠鏡觀測行星凌日來確定。HAT-P-32b的發現是和另一顆行星HAT-P-33b一起上報到《天文物理期刊》，該發現論文於2011年6月6日送交。

## 母恆星
HAT-P-32，或稱為GSC 3281-00800，被認為是距離地球320秒差距（1044光年）的黃矮星或黃-白矮星，其恆星光譜分類為G或F。HAT-P-32的質量是太陽質量的1.176倍，半徑是太陽半徑的1.387倍，是一個在質量和規模上都要比太陽大的恆星。HAT-P-32的表面有效溫度是稍高於太陽有效溫度（5,778 K）的6001 K，且年齡為38億年，比太陽年齡（45.7億年）年輕。HAT-P-32的金屬量較少，為[Fe/H] = -0.16，相當於鐵含量是太陽（0.0122）的69%。HAT-P-32的表面重力是4.22，光度是太陽的2.43倍。這些參數是透過假設HAT-P-32b有一個不規則（偏心）的軌道而得出的。HAT-P-32的視星等是肉眼無法看到的11.29等。
在該星的光譜中有大幅度的抖動。因為抖動會使高解析度的徑向速度量測受到干擾，因此HAT-P-32可能實際上是聯星系統，較亮的主星將較暗的伴星掩蓋了。如果是這樣的話，HAT-P-32可能存在一個較暗的伴星，且其質量將僅在太陽質量一半以下。
其他軌道週期比HAT-P-32b短的行星也可能存在。但該發現公布時仍無足夠的徑向速度量測資料可以確定是否有週期更短的行星。

## 行星特性
HAT-P-32b是一個熱木星，其質量是木星質量的0.941倍，而半徑則是木星半徑的2.237倍，即159,927.6公里。換句話來說，HAT-P-32b的大小超過木星兩倍，但其本身的質量卻比木星還要小。HAT-P-32b甚至是至今被發現規模最大的外行星。
其實，HAT-P-32b比木星規模還要大，但其質量卻這麼小，是有原因的。這是因為一個未滿500倍地球質量（1.6倍木星質量）的木星，都不會因簡併壓力而縮小。而HAT-P-32b本身的質量只有0.941木星質量，不足300倍地球質量，故才能維持如此大的規模。其軌道半長軸是0.0344天文單位，僅大約是日地距離的3%，半長軸甚至比水星（0.387 AU）還要短10倍。而其軌道週期則是2.150009日（51.6小時）。一個氣體巨行星成為熱木星的行星軌道與母恆星距離，必須在0.015至0.5天文單位以內，而HAT-P-32b與母恆星的距離僅為0.0344天文單位，因此是一個熱木星。先前的行星演化理論指出，氣體巨行星無法在靠近恆星的區域形成，因此HAT-P-32b可能原來是一個冷木星，但因某些原因而變成熱木星。
HAT-P-32b的平均溫度是1888k，比木星的表面溫度（165 K）還要熱15倍。
大多數該行星描述特徵衍生的假設是HAT-P-32b的軌道是橢圓形的偏心軌道。HAT-P-32b的軌道離心率最佳擬合值是0.163，代表它是略呈橢圓形的軌道，雖然其母恆星的抖動讓觀測者難以確定其離心率。觀測者也假設行星有一個圓形軌道，雖然它們優先考慮橢圓形模型。
因為HAT-P-32b相對地球的軌道傾角是88.7º，因此從地球上觀測幾乎是測視的，並已經發現它對恆星凌日的現象。